# Rabovo
Rabovo (bulgariska: Рабово) är ett distrikt i Bulgarien.   Det ligger i kommunen Obsjtina Stambolovo och regionen Chaskovo, i den södra delen av landet, 230 km sydost om huvudstaden Sofia.
I omgivningarna runt Rabovo växer i huvudsak blandskog. Runt Rabovo är det ganska glesbefolkat, med 21 invånare per kvadratkilometer.